# Особняк з волютою (Новочеркаськ)
Особняк з волютою (рос. Особняк с волютой) — будинок, побудований за адресою вулиця Дубовського, буд. 31-А, місто Новочеркаськ Ростовської області (Росія). Належить до пам'яток архітектури та об'єктів культурної спадщини регіонального значення з 1992 року.

## Історія
Будинок за адресою вулиця Дубовського, буд. 31-А в Новочеркаську раніше розміщувався по вулиці Маріїнської. Був побудований в стилі модерн в кінці XIX століття. Велику увагу при будівництві будинку приділялася декорування фасаду. Його в достатку прикрашає величезна волюта. При цьому, дані елементи виконують суто декоративні функції. Всі деталі архітектурного прикраси будинку витримані в єдиному орнаментально-графічному ключі. Віконні конструкції містять криволінійні плетіння, вхід в будинок створений з масивними контрфорсами.
При споруді будинку були встановлені дерев'яні різьблені двері. Фасад прикрашали ліпні квіткові орнаменти, подібні цим живим рослинам. Особняк невеликого розміру. Після проведення капітального ремонту багато оригінальні елементи були втрачені, у тому числі оригінальні вікна та двері. Натомість їм, були встановлені сучасні пластикові конструкції. Зараз в цьому будинку функціонує пенсійний фонд. З 1992 року об'єкт визнаний пам'ятником архітектури і об'єктом культурної спадщини регіонального значення.